# ベルナール・クールトア
ベルナール・クールトア（Bernard Courtois、1777年2月8日 - 1838年9月27日）は、フランスの化学者。ヨウ素を1811年に発見した。 
クールトアは陸軍で薬学を学んだ後、父親の硝石造りの仕事についた。硝石の材料の海藻灰に酸を加えすぎてヨウ素の蒸気を発生させ、ヨウ素の結晶を得た。友人であったフランスの化学者ニコラ・クレマンとシャルル・ベルナール・デゾルム (Charles Bernard Désormes)にヨウ素のサンプルの分析を依頼し、発見の再確認後、1813年11月29日に2人がクールトアの業績を公開した。ジョセフ・ルイ・ゲイ＝リュサックにより蒸気の紫色にちなんでギリシャ語の紫「Iode」と命名された。